# Dolichomitus shenefelti
Dolichomitus shenefelti là một loài tò vò trong họ Ichneumonidae.